# Comuna de Lubomino
Lubomino (polaco: Gmina Lubomino) é uma gminy (comuna) na Polónia, na voivodia de Vármia-Masúria e no condado de Lidzbarski. A sede do condado é a cidade de Lubomino.
De acordo com os censos de 2004, a comuna tem 3711 habitantes, com uma densidade 24,8 hab/km².

## Área
Estende-se por uma área de 149,56 km², incluindo:
- área agricola: 72%
- área florestal: 15%

## Demografia
Dados de 30 de Junho 2004:
|                      | Total   | Total | Mulheres | Mulheres | Homens  | Homens |
| -------------------- | ------- | ----- | -------- | -------- | ------- | ------ |
|                      | pessoas | %     | pessoas  | %        | pessoas | %      |
| População            | 3711    | 100   | 1808     | 48,7     | 1999    | 51,3   |
| Densidade (pop./km²) | 24,8    | 100   | 12,1     | 12,1     | 12,7    | 12,7   |

De acordo com dados de 2002, o rendimento médio per capita ascendia a 1503,12 zł.

## Subdivisões
- Biała Wola, Bieniewo, Ełdyty Wielkie, Gronowo, Lubomino, Piotrowo, Rogiedle, Różyn, Samborek, Wapnik, Wilczkowo, Wolnica, Zagony.

## Comunas vizinhas
- Dobre Miasto, Lidzbark Warmiński, Miłakowo, Orneta, Świątki